# Цариградски сабор (867)
Цариградски сабор (867) је био помесни сабор Православне цркве, који је одржан 867. године у Цариграду. Сабор је сазвао цариградски патријарх Фотије, у договору са византијским царем Михаилом III и његовим новим савладарем Василијем. Повод за сазивање сабора био је покушај западних мисионара да међу недавно покрштеним Бугарима прошире неправилно учење о двоструком исхођењу Светог духа, од Оца и Сина. На овом сабору је донета одлука да се учење о двоструком исхођењу Светог духа осуди као јерес. Такође је осуђено и уметање израза Филиокве (лат. Filioque) у Никејско-цариградски симбол вере. Уједно је бачена и анатема на римског папу Николу I, који је подржавао неправилно учење о двоструком исхођењу Светог духа.